# Komorowo (powiat piski)
Komorowo (niem. Kommorowen, 1938–1945 Ebhardtshof) – osada w Polsce położona w województwie warmińsko-mazurskim, w powiecie piskim, w gminie Biała Piska.
W latach 1975–1998 miejscowość należała administracyjnie do województwa suwalskiego.